# Chaitophorus
Chaitophorus är ett släkte av insekter som beskrevs av Koch 1854. Enligt Catalogue of Life ingår Chaitophorus i familjen långrörsbladlöss, men enligt Dyntaxa är tillhörigheten istället familjen borstbladlöss.

## Dottertaxa tillChaitophorus, i alfabetisk ordning[1][2]
- Chaitophorus abdominalis
- Chaitophorus afganensis
- Chaitophorus brunneolineatus
- Chaitophorus capreae
- Chaitophorus chrysanthemi
- Chaitophorus clarus
- Chaitophorus crinitus
- Chaitophorus crucis
- Chaitophorus diversifolii
- Chaitophorus diversisetosus
- Chaitophorus dorocolus
- Chaitophorus eoessigi
- Chaitophorus eugeniae
- Chaitophorus euphraticus
- Chaitophorus flavissimus
- Chaitophorus fraxinicolus
- Chaitophorus furcatus
- Chaitophorus gomesi
- Chaitophorus hillerislambersi
- Chaitophorus himalayensis
- Chaitophorus hokkaidensis
- Chaitophorus horii
- Chaitophorus hypogaeus
- Chaitophorus indicus
- Chaitophorus inouyei
- Chaitophorus israeliticus
- Chaitophorus juglandicola
- Chaitophorus kapuri
- Chaitophorus lapponum
- Chaitophorus leucomelas
- Chaitophorus longipes
- Chaitophorus longisetosus
- Chaitophorus macgillivrayae
- Chaitophorus macrostachyae
- Chaitophorus matsumurai
- Chaitophorus melanosiphon
- Chaitophorus minutus
- Chaitophorus miyazakii
- Chaitophorus monelli
- Chaitophorus mordvilkoi
- Chaitophorus mureensis
- Chaitophorus narae
- Chaitophorus nassonowi
- Chaitophorus nigrae
- Chaitophorus nigricantis
- Chaitophorus nigricentrus
- Chaitophorus nigritus
- Chaitophorus nodulosus
- Chaitophorus nudus
- Chaitophorus pakistanicus
- Chaitophorus pallipes
- Chaitophorus parvus
- Chaitophorus pentandrinus
- Chaitophorus pheleodendri
- Chaitophorus populeti
- Chaitophorus populialbae
- Chaitophorus populicola
- Chaitophorus populifoliae
- Chaitophorus populifolii
- Chaitophorus populihabitans
- Chaitophorus populiyunnanensis
- Chaitophorus pruinosae
- Chaitophorus purpureae
- Chaitophorus pusillus
- Chaitophorus pustulatus
- Chaitophorus quercifoliae
- Chaitophorus ramicola
- Chaitophorus remaudierei
- Chaitophorus saliapterus
- Chaitophorus saliciniger
- Chaitophorus salicti
- Chaitophorus salijaponicus
- Chaitophorus saliniger
- Chaitophorus shaposhnikovi
- Chaitophorus similis
- Chaitophorus stevensis
- Chaitophorus tremulae
- Chaitophorus truncatus
- Chaitophorus tumurensis
- Chaitophorus utahensis
- Chaitophorus variegatus
- Chaitophorus viminalis
- Chaitophorus viminicola
- Chaitophorus vitellinae
- Chaitophorus xizangensis